# Ernie Reyes, Jr.

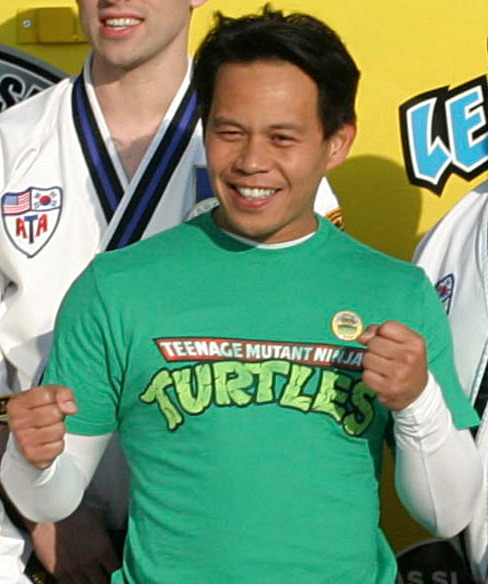
Ernie Reyes (2009)

Ernie E. Reyes, Jr. (* 15. Januar 1972 in San José, Kalifornien) ist ein US-amerikanischer Schauspieler, Kampfsportler, Choreograf und Stuntman.

## Leben
Reyes Jr. wurde als Sohn des Schauspielers und Stuntmans Ernie Reyes Sr. geboren und ist der Enkel von philippinischen Einwanderern. Er hat drei Brüder und zwei Schwestern, von denen Lee Reyes ein Boxer und Santino Ramos ein Filmemacher ist.

## Karriere
Reyes spielte 1985 einen Prinzen in Red Sonja an der Seite von Arnold Schwarzenegger und Brigitte Nielsen. Von 1986 bis 1987 übernahm er eine wichtige Rolle in der Fernsehserie SideKicks – Karate Kid & Co. 1988 hatte er einen Gastauftritt in der Fernsehserie MacGyver.
Er übernahm auch wichtige Rollen in den Filmen Turtles II – Das Geheimnis des Ooze (1991) und Surf Ninjas (1993). Er war bereits als Stuntdouble an dem Film Turtles (1990) beteiligt. Andere Filme, in denen er größere Rolle übernahm, sind Rush Hour 2 (2001) und Welcome to the Jungle (2003).
1998 gab er mit der Inszenierung des Actionfilms The Process sein Debüt als Regisseur und Drehbuchautor. Er übernahm zudem die Hauptrolle in dem Film.
Im Jahr 2006 veranstaltete Reyes Jr. die Kampfkunst-Reality-Show Finale Fu in MTV.
Ernie Reyes hat einen Kampfrekord von 3-0 im Mixed Martial Arts.
In jüngerer Zeit war Reyes an Motion-Capture-Stunts für Blockbuster-Filme wie Avatar – Aufbruch nach Pandora und Alice im Wunderland beteiligt.